# Landaville
Landaville település Franciaországban, Vosges megyében. Lakosainak száma 291 fő (2022. január 1.). Landaville Aulnois, Beaufremont, Circourt-sur-Mouzon, Jainvillotte, Lemmecourt, Ollainville, Rouvres-la-Chétive és Tilleux községekkel határos.

## Népesség
A település népességének változása:
| Lakosok száma | 301  | 300  | 307  | 298  | 299  | 298  | 298  | 295  | 291  |
|               | 2013 | 2015 | 2016 | 2017 | 2018 | 2019 | 2020 | 2021 | 2022 |